# Stephen Odey
Stephen Pius Odey (født 15. januar 1998) er en nigeriansk professionel fodboldspiller, der spiller som angriber for Superliga klub Randers FC.

## Klubkarriere
Odey spillede i den anden udgave af "GTBank-Lagos state principals cup", hvor han var kaptajn for den vindende Dairy Farm Senior Secondary School Agege. Han toppede også listen over GTBank 13-mands all star team det år. Han trænede hos CampGTBank sammen med 23 andre studerende under hovedtræner Mark Elis, tidligere træner hos Arsenal.
Han er alle tiders topscorer for MFM i Nigerian Professional Football League, det højeste fodboldliganiveau i Nigeria. Odey var den højeste målscorer for MFM i sæsonen 2015-2016. Han scorede sit første hattrick i karrieren i januar 2017 mod Lobi Stars.
Den 4. oktober 2017 gennemførte Odey en overgang til den schweiziske klub FC Zürich.
Den 28. juni 2019 blev det bekræftet, at Odey havde tilsluttet sig Genk på en femårig kontrakt. Den 11. september 2020 blev han udlånt til Ligue 2 klubben Amiens SC. Den 31. august 2021 kom han til den danske klub Randers FC på lån for sæsonen 2021-22 med en option på køb. Efter at have scoret fem mål i syv kampe Randers bekræftede den 21. november 2021, at de havde købt Odey fri af Genk ved udløbet af hans låneaftale, hvilket blev den dyreste transfer i Randers' historie. Odey underskrev en aftale indtil juni 2024, der løber fra sæsonen 2022-23.

## Internationale karriere
Den 13. august 2017 fik Odey sin debut for Nigeria, som indskifter, i et 1-0-tab mod Benin.
- Månedens spiller, NPFL League Bloggers Award: marts 2017[8]

FC Zürich
- Swiss Cup: 2017–18